# Гиперциклический оператор
Пусть {\displaystyle X} — топологическое векторное пространство (например, банахово пространство). Линейный непрерывный оператор {\displaystyle T:X\rightarrow X} называется гиперциклическим, если существует элемент {\displaystyle x\in X}, такой что множество {\displaystyle \left\{T^{n}x,n=0,1,2,...\right\}} плотно в {\displaystyle X}. Этот элемент {\displaystyle x} называется гиперциклическим вектором для оператора {\displaystyle T}.
Понятие гиперцикличности является частным случаем более широкого понятия топологической транзитивности.

## Примеры
Первый пример гиперциклического оператора получил Биркхоф в 1929 году.
В 1969 году Ролевич доказал, что гиперцикличен оператор обратного сдвига в пространстве {\displaystyle l^{2}}, умноженный на константу {\displaystyle \lambda :|\lambda |>1}, переводящий последовательность {\displaystyle (a_{1},a_{2},a_{3},\ldots )\in l^{2}} в последовательность {\displaystyle (\lambda a_{2},\lambda a_{3},\lambda a_{4},\ldots )\in l^{2}}.
В 1988 году Чарльз Рид придумал пример оператора на банаховом пространстве {\displaystyle l^{1}}, такой, что все его ненулевые вектора гиперциклические. Это контрпример к известной проблеме существования инвариантного подпространства для банаховых пространств. Для гильбертовых пространств проблема остается открытой.